# یوسی لامپی
یوسی لامپی (انگلیسی: Jussi Lampi؛ زادهٔ ۹ فوریهٔ ۱۹۶۱) خواننده، طبل‌زن، موسیقی‌دان، صداپیشه و بازیگر اهل فنلاند است.
از فیلم‌هایی که وی در آن‌ها نقش داشته است، می‌توان به رولو و روح جنگل و ماتی: جهنم برای قهرمانان اشاره نمود.